# Huta Stara (gmina)

Gmina na tle zmieniającego się podziału administracyjnego powiatu częstochowskiego

Huta Stara (od 1931 Wrzosowa)  – dawna gmina wiejska istniejąca do 1931 roku w woj. kieleckim. Nazwa gminy pochodzi od wsi Huta Stara, lecz siedzibą władz gminy była Wrzosowa.
W okresie międzywojennym gmina Huta Stara należała do powiatu częstochowskiego w woj. kieleckim.
1 kwietnia 1928 od gminy Huta Stara odłączono i włączono do Częstochowy:
- osadę młynarską Bór-Kazimierzów o obszarze 15 ha 05 a,
- garbarnię Rotsztajna o obszarze 4 ha 2 a,
- grunty majątku Błeszno należące do drobnych posiadaczy pod nazwą "Ostatni Grosz" o obszarze 51 ha 50 a,
- osadę fabryczną Raków[3].

26 sierpnia 1930 od gminy Huta Stara odłączono i włączono do Częstochowy:
- osadę Błeszno II, wydzieloną z majątku Błeszno A. T. według planu hipotecznego z r. 1902;
- osadę młynarską "Dąbie" według planu hipotecznego z r. 1921;
- grunta ukazowe wsi Błeszno w całości: część północna numery tabelowe 12 i 13, część wschodnia numer tabelowy 12, część południowa numery tabelowe 1, 2, 3, 4, 5, 6, 7, 8, 9, 10, 11, 12, 13, 15, 20, 30, 53, 56, - według planu gruntów ukazowych z r. 1885;
- grunta wsi Błeszno zaserwitutowane, wydzielone z majątku Błeszno A. T., w tem część wschodnia numery tabelowe 2, 3, 8, 19, 31, 56, część zachodnia numery tabelowe 2, 3, 9, 10, 19, 52, 56 według planu serwitutowego z r. 1896;
- grunta rozparcelowane z majątku Błeszno A, T. obszaru 15,10 ha;
- grunta o powierzchni 26 ha pod nazwą "Folwark Błeszno - Brzeziny", wydzielone z majątku Błeszno A. T.;
- część gruntów ukazowych wsi Błeszno należących z tytułu zamiany do majątku Błeszno A. T. obszaru 11,9 ha;
- las z majątku "Wrzosowa" w całości[4].

9 września 1931 silnie okrojona gmina Huta Stara została zniesiona przez przemianowanie na gminę Wrzosowa.